# Wilhelm Doskar
Wilhelm Doskar (* 26. Mai 1885 in Wien; † 7. Dezember 1967 in Klagenfurt) war ein österreichischer Bankdirektor und Politiker.

## Leben
Wilhelm Doskar besuchte die Handelsakademie und arbeitete im Bankgeschäft. Von 1922 bis 1924 war er Prokurist der Anglo-Austrian Bank Limited, Niederlassung Wien und ab 1931 Prokurist, später Direktor der Klagenfurter Filiale der Österreichischen Creditanstalt.
Doskar war römisch-katholisch und mit Hilde († 1982) verheiratet.
Er wurde auf dem Friedhof St. Martin in Klagenfurt begraben.

## Politik
Ab 1934 war er Gemeindebeirat für Kreditwesen der Stadt Klagenfurt und ab 1936 Beirat der Landesführung der Vaterländischen Front in Kärnten. Im Ständestaat war er vom 19. November 1934 bis zum 11. März 1938 als Vertreter des Geld-, Kredit- und Versicherungswesen Mitglied im Ständischen Kärntner Landtag. Im Landtag war er Mitglied des Wirtschaftsausschusses.